# 中国驻突尼斯大使馆
中华人民共和国驻突尼斯共和国大使馆（阿拉伯语：سفارة جمهورية الصين الشعبية لدى الجمهورية التونسية），简称中国驻突尼斯大使馆，是中华人民共和国驻突尼斯的外交代表机构。

## 机构设置
中国驻突尼斯大使馆设置下列机构：
- 政治处
- 经商处
- 文化处
- 武官处
- 领事部
- 办公室